# Mubarak Xah I Khalji

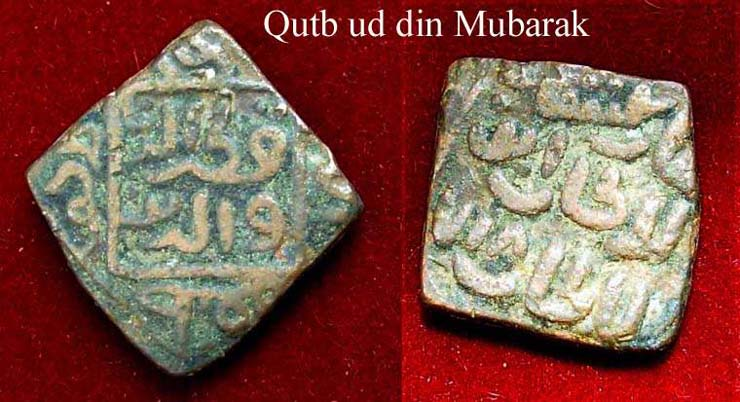
Encunyació de Mubarak Xah.

Kutb al-Din Mubarak Xah I Khalji fou sulta de Delhi de la dinastia khalji. Fou el cinquè i darrer membre de la família que va governar.
Era el tercer fill del sultà Ala al-Din Muhammad Shah I Khalji. L'hereu designat era el fill gran Khidr Khan. Als darrers anys de la vida del sultà el príncep hereu fou enviat a Amroha, lluny de la capital, però va tornar amb l'excusa de visitar les tombes d'alguns shyakhs. Malik Naib (abans Malik Kafur), que tenia molta influència sobre el sultà, el va convèncer de desheretar a Khidr Khan que fou empresonat a Gwalior, i fou designat hereu el fill més petit Umar Khalji. El sultà va morir el 6 de gener del 1316 potser enverinat per Malik Naib i el jove Umar, que era menor d'edat, fou proclamat sultà amb el nom de Shihab al-Din Umar Khalji, sota la regència de Malik Naib; aquest va fer cegar a Khidr Khan i al seu germà Shadi Khan que havia estat empresonat a Siri. El tercer fill, Mubarak Khan, que llavors tenia 18 anys, també fou empresonat i havia de córrer la mateixa sort, però va aconseguir subornar als seus guardians, que van assassinar Malik Naib al cap de 35 dies de govern i d'acord amb els nobles van proclamar regent a Mubarak; al cap de dos mesos va assolir la corona com a Kutb al-Din Mubarak Shah I Khalji (14 d'abril de 1316) i el seu germà Umar va ser cegat.
Mubarak va abolir els edictes del seu pare sobre control de preus i la pujada d'impostos, i algunes prohibicions (o potser es van deixar d'obeir), va alliberar els presoners i va retornar les terres confiscades per l'estat als seus propietaris el que li va donar popularitat. El 1318 va anar al sud contra Harpala o Harpal Deo, gendre de l'ex raja Rama Chanda de Deogiri: l'exèrcit musulmà va fer fugir a Harpala, que poc després fou capturat i executat (1318) i la seva pell penjada a la porta de Deogiri. L'administració de la ciutat fou confiada a Malik Yaklakhi. El seu esclau favorit Khusraw, un hindú convertit a l'islam, que havia ascendit als darrers dos anys sota Mubarak, fou enviat en expedició contra els pandya de Madurai, mentre Mubarak va romandre la temporada de pluges del 1318 a Deogiri i després va retornar al nord; en el retorn un complot per assassinar-lo fou avortat quan es va produir una delació, i els conspiradors foren executats. Els seus germans cecs Khidr Khan, Shadi Khan i Shihab al-Din Umar foren llavors executats per eliminar tot potencial aspirant al tron.
En endavant va portar una vida de disbauxa, sempre amb el seu esclau favorit Khusraw Khan Baswari, del més baix origen. La seva posició va fer néixer en Khusraw el desig d'ocupar el poder i va planejar l'assassinat del seu sobirà. Mubarak va tenir notícies de la conspiració però no hi va donar crèdit i no va fer res. L'abril de 1320 Mubarak fou assassinat per partidaris de Khusraw. El seu cap fou tallat i exposat al palau perquè fos vista per tots els cortesans, i l'endemà al matí Khusraw es va proclamar sultà amb el títol de Nasr al-Din o Nasir al-Din.